# 청산 김씨
청산 김씨(靑山金氏)는 충청북도 옥천군을 본관으로 하는 한국의 성씨이다.
시조 김치제(金致濟)는 신라 경순왕의 후손으로, 조선에서 추장문과(秋場文科)에 병과로 급제해 선교랑(宣敎郞)을 지냈다.

## 참고 자료
- “청산김씨(靑山金氏)”. 뿌리를 찾아서.[깨진 링크(과거 내용 찾기)]